# سيرجيو فيلانويفا
سيرجيو فيلانويفا (بالإسبانية: Sergio Villanueva Fernández)‏ هو لاعب كرة قدم إسباني في مركز الوسط، ولد في 2 نوفمبر 1975 في مييريس في إسبانيا. لعب مع ريال أوفييدو وسبورتينغ خيخون ب ونادي إيبار ونادي سمورة ونادي فيسينداريو.

## وصلات خارجية
- سيرجيو فيلانويفا على موقع قاعدة بيانات كرة القدم.إي يو (الإنجليزية)
- سيرجيو فيلانويفا على موقع Soccerway.com (الإنجليزية)
- سيرجيو فيلانويفا على موقع AS.com (الإسبانية)